# Nationalliga A (Eishockey) 1937/38
Die Saison 1937/1938 war die erste reguläre Austragung der Nationalliga A, der höchsten Schweizer Spielklasse im Eishockey. Der HC Davos wurde nach fünf Spieltagen Schweizer Meister, während der Neue Eishockey Club Basel in die zweitklassige Serie A abstieg. Der EHC Arosa stieg aus der Serie A in die NLA auf.

## Modus
Jede der sechs Mannschaften spielte einmal gegen jeden Gruppengegner, wodurch die Gesamtanzahl der Spiele pro Mannschaft fünf betrug. Meister wurde der Gewinner der Hauptrunde. Der Tabellenletzte stieg direkt in die zweite Liga ab. Für einen Sieg erhielt jede Mannschaft zwei Punkte, bei einem Unentschieden einen Punkt. Bei einer Niederlage erhielt man keine Punkte.

## Abschlusstabelle
| Pl. | Team             | Sp. | S | U | N | Tore  | Pkt. |
| --- | ---------------- | --- | - | - | - | ----- | ---- |
| 1.  | HC Davos         | 5   | 4 | 1 | 0 | 20:01 | 9    |
| 2.  | Zürcher SC       | 5   | 4 | 0 | 1 | 15:03 | 8    |
| 3.  | EHC St. Moritz   | 5   | 2 | 2 | 1 | 08:05 | 6    |
| 4.  | SC Bern          | 5   | 2 | 0 | 3 | 08:06 | 4    |
| 5.  | Grasshopper-Club | 5   | 1 | 1 | 3 | 03:13 | 3    |
| 6.  | NEHC Basel       | 5   | 0 | 0 | 5 | 03:29 | 0    |

Der HC Davos dominierte die Liga mit vier Siegen und einem Unentschieden bei einem Torverhältnis von 20:1. Für diese Dominanz sorgte vor allem der sogenannte „Ni-Sturm“, der sich aus den Spielern „Bibi“ Torriani, Hans Cattini und „Pic“ Cattini zusammensetzte.